# Le Canard enchaîné
Le Canard enchaîné é um jornal semanal satírico francês, com tiragem de 446.000 exemplares. Fundado em 1915 por Maurice e Jeanne Maréchal, é um dos mais antigos periódicos da França. Apesar de satírico, pratica seriamente o jornalismo investigativo nas áreas de política, economia e negócios.
Le Canard enchaîné, em português, significa literalmente "o pato acorrentado", sendo que a palavra Canard ("pato"), na linguagem familiar francesa, significava inicialmente (c. 1840), "notícia falsa", "panfleto", "pasquim" ou jornal ruim.
O nome Le Canard enchaîné é uma referência ao jornal L'Homme libre ("O Homem livre"), editado por Georges Clemenceau que criticava abertamente o governo da época e foi censurado, mudando então seu nome para L'Homme enchaîné ("O Homem acorrentado"). Como paródia, Maurice e Jeanne Maréchal decidiram batizar seu jornal de Le Canard enchaîné.